# Sandunga
La sandunga es la gracia, el salero, la chispa, aplicado a una persona, aunque el término puede variar según el lugar y el contexto. Aquél con sandunga es un sandunguero o sandunguera. Es una palabra del idioma español difícilmente traducible, y se considera propia del lenguaje coloquial.

## Sentido

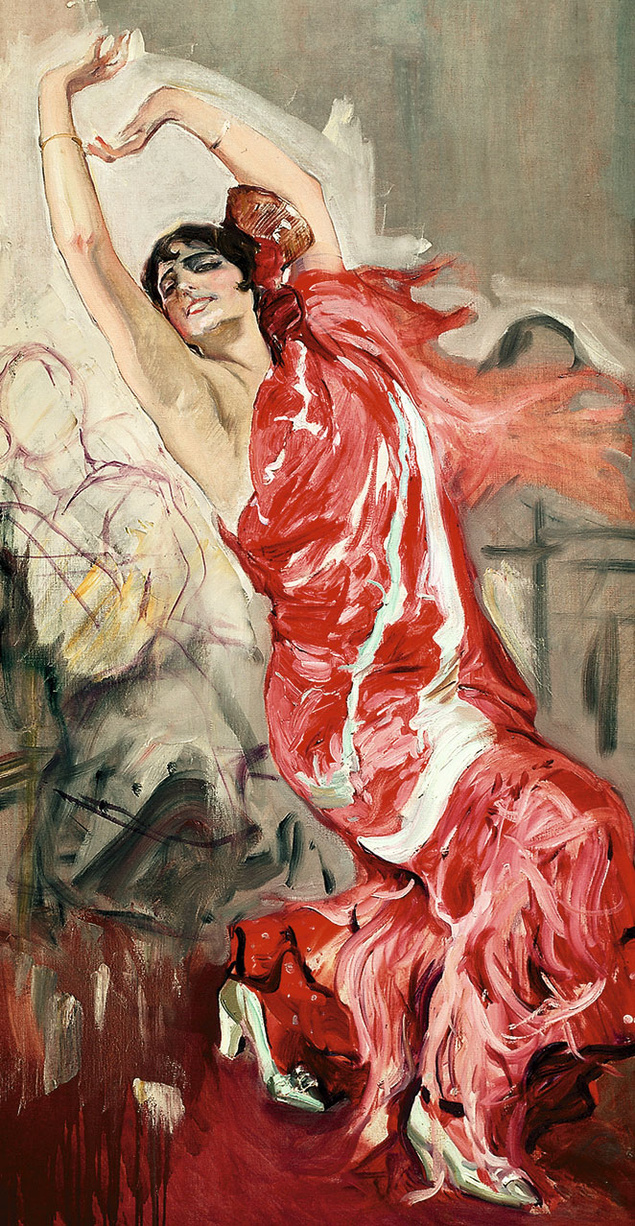
Bailaora de Joaquín Sorolla (1914), cartón preparatorio para el cuadro Bailaoras en el Café Novedades de Sevilla

La Real Academia Española, además de su significado general de «gracia, donaire, salero», define una segunda acepción para sandunga, particular de Chile, Colombia y Puerto Rico: «parranda», es decir, una juerga bulliciosa.
Sus derivados son sandunguero, sandunguera (adj.), sandungueramente (adv.) así como sandungueo (n. masc.), que se refiere al «andar con gracia o bailar con gracia». El sandungueo también son unos pasos de baile latino.
Se entiende por sandunguera la persona que tiene gracia, desenvoltura, jaranera, desea la fiesta y es picante con el resto de personas, baila sin vergüenza, y a veces se libera ignorando lo «moralmente» correcto. En 1847, en la Colección de canciones españolas, se anota la letra de una canción tradicional andaluza muy antigua, La flor de la canela. La canción está «dedicada á una morena sandunguera», que tiene «garbo y salero, cuerpo bonito y talle sandunguero», que ablanda a cualquier hombre «por firme que sea», con su «cuerpo tan cachondo y cara tan gitana» los hace a todos «chochear». En Andalucía se le dice popularmente flor de la canela a la mujer que es sandunguera.
En Cuba, se grita ¡Sandunga! cuando se quiere animar a los músicos de son cubano. Asimismo, en este país se les dice «sandungueras» a las mujeres que bailan con desenvoltura y sensualidad.
Solo en México, la sandunga es a veces escrita como zandunga, ya que allí es también una música y baile popular. La Sandunga es una canción tradicional de los estados sureños de Chiapas y Oaxaca que nació como una sencilla tonadilla compuesta de un son istmeño y un zapateado.

## Origen del término
Se desconoce la etimología precisa de sandunga, y se barajan diversas teorías.
Aparece por primera vez en la duodécima edición del Diccionario de la lengua española, en 1884. En la siguiente edición, de 1899, la Real Academia propone la siguiente etimología entre signos de interrogación: ¿Del alemán salzung? La dudosidad de esta etimología hizo que fuese retirada en la siguiente edición.

### Teoría gitana
La hipótesis con más apoyo es, en palabras del lingüista andaluz Miguel Ropero Núñez, que «sandunga probablemente sea un gitanismo», es decir, un préstamo del idioma caló. Por los diferentes diccionarios del habla gitana, parece ser un término común entre los gitanos de España. Sandunga queda recogido en el Vocabulario del dialecto jitano (1846), el Diccionario gitano (1867) o el Apuntes del dialecto caló o gitano puro (1943).
En el Diccionario crítico etimológico, el lingüista Corominas determina que no es posible encontrar un origen certero, pero propone una posible raíz romaní:

Su primer elemento podría ser sano, que consta en casi en todos los dialectos gitanos con el de 'delgado, flaco' [...]; la segunda parte es más dudosa: acaso duma, que entre los gitanos de Rumanía vale 'conversación', 'respuesta', entre los de Bohemia 'lenguaje', y entre los de Rusia ha conservado la acepción 'pensamiento', que era originalmente propia de esta palabra, pues se trata de la voz eslava duma, 'palabra, pensamiento' [...] De 'respuesta o hablar sutil, fino' a 'gracejo' era fácil el cambio, y también se comprendería que *sanduma se cambiara en sandunga, por influencia de chunga. Sin embargo, quedan detalles fonéticos y todo esto es hipotético, además de que no consta el empleo del eslavismo duma entre los gitanos del Oeste de Europa; aunque no sería más sorprendente que el de tantas voces eslavas pertenecientes al gitano español, como bobe 'haba', pusca 'escopeta', trupo 'cuerpo', ulicha 'calle', etc.
Joan Corominas, Diccionario crítico etimológico castellano e hispánico, 1991

### Teoría zapoteca
La Sandunga es una canción muy tradicional de Oaxaca. Escrita por Máximo Ramón Ortiz y arreglada por Andrés Gutiérrez, es considerada un himno de este estado al sur de México. De manera que no es extraño que se le intenten buscar etimologías americanistas. Por ejemplo, el autor Hugo de Grial, biógrafo de Máximo Ramón, sostiene que sandunga proviene del zapoteco: saa ('música'), ndu ('profundo') y nga ('esa'), es decir, «esa música profunda». Varios autores han desmentido y polemizado esta teoría. 
Al parecer, Gutiérrez le puso este nombre a La Sandunga porque oyó decir a un fraile dominico «¡qué bonito bailan las tehuanas, parecen muchachas sandungueras!».

### Teoría africana
Otra hipótesis es que sandunga pudiera ser un africanismo, es decir, un préstamo procedente de alguna lengua africana. Esta teoría se apoya en el sonigo ngu presente en la fonética de la palabra, y el histórico comercio de esclavos del Imperio Español. Corominas sugiere una voz compuesta de español sal y el congo ndungu, 'pimienta'. Las teorías africanistas, sin embargo, también han sido puestas en entredicho por varios autores.

## En la cultura
- La Sandunga, canción tradicional mexicana, cantada por Jaramar, Chavela Vargas, etc.
- Sandunguéate (1956), canción de Celia Cruz
- La sandunga (1999), álbum de Lila Downs
- Sandunguero (2001), álbum de DJ Blass
- Sandunga (2015), canción de Don Omar
- Amistad sandunguera (2016), libro de A. Cruz Bencomo sobre la amistad entre Henestrosa y Neruda
- La Sandunguera (2018), canción de Nathy Peluso
- Sandunga (2020), canción de Elena Rose

## En otros idiomas
Sadunga en el idioma valenciano es atestiguado desde el siglo XIX, al mismo tiempo que aparece en el castellano. La Asociación Internacional de Lengua y Literatura Catalanas destaca el binomio que antiguamente conformaban la sandunga con la sal: tenir sandunga i salero, o bien en tota sal i sandunga, etc. Era, sin embargo, una expresión propia de los grupos marginales, como los gitanos.